# تويلا ثارب
تويلا ثارب (بالإنجليزية: Twyla Tharp)‏ (ولدت في 1 من يوليو 1941م) هي راقصة أمريكية ومصممة رقصات، تعيش في مدينة نيويورك وتعمل بها.

## السيرة الذاتية

### بداية حياتها
ولدت ثارب عام 1941م في مزرعة في بورتلاند، بولاية إنديانا، وتمت تسميتها تيمنًا بتويلا ثورنبيرغ «الأميرة الخنزيرة» لمعرض مونسي السنوي التاسع والثمانين في إنديانا.
وكانت ثارب وهي طفلة صغيرة تمضي بضعة أشهر كل عام مع أجدادها في مزرعتهم بولاية إنديانا. وفي عام 1950م، انتقلت عائلة ثارب ــ الأخت الصغيرة توانيتي، والتوأمان ستانلي وستانفورد، والأم ليسل، والأب وليام ــ إلى ريالتو بكاليفورنيا. وهناك قام أبواها بافتتاح مسرحًا لعرض الأفلام (drive-in movie theater)، حيث عملت ثارب منذ أن بلغت الثامنة من عمرها. أقيم هذا المسرح على زاوية أكاسيا وفوتهيل، الشريان الشرقي الغربي في ريالتو وممر الطريق 66. التحقت ثارب بمدرسة المحيط الهادي الثانوية في سان برناردينو ودرست في مدرسة الرقص فيرا لين (Vera Lynn). ثارب «مثقفة عاكفة،» تعترف بأن هذا الجدول الزمني لم يترك سوى القليل من الوقت للحياة الاجتماعية. والتحقت ثارب بكلية بومونا (Pomona College) في كاليفورنيا ولكنها انتقلت لاحقًا إلى كلية بارنارد (Barnard College) في مدينة نيويورك، حيث تخرجت بشهادة في تاريخ الفن في عام 1963. وفي مدينة نيويورك درست مع مارثا غراعام وميرسي كننغهام. وفي عام 1963، انضمت ثارب إلى فرقة الرقص بول تايلور (Paul Taylor Dance Company).